# 1733 w literaturze
Wydarzenia literackie w 1733 roku.

## Nowe książki
- Anon. – Verses Address'd to the Imitator of the First Satire of the Second Book of Horace
- Francesco Algarotti „Newtonanizm dla pań” (Newtonianismo per le dame)
- John Banks – Poems on Several Occasions
- George Berkeley – The Theory of Vision
- Samuel Bowden – Poetical Essays
- James Bramston – The Man of Taste (odpowiedź Pope'owi na jego poemat z 1732)
- John Durant Breval jako: „Joseph Gay” – Morality in Vice
- Peter Browne – Things Supernatural and Divine Conceived by Analogy with things Natural and Human
- Mary Chandler – A Description of Bath
- Thomas Fitzgerald – Poems
- Richard Graves – The Spiritual Quixote
- Matthew Green jako „Peter Drake” – The Grotto
- James Hammond – An Elegy to a Young Lady
- John Hervey, 2. baron Hervey – An Epistle from a Nobleman to a Doctor of Divinity
- George Lyttelton, 1. baron Lyttelton – Advice to a Lady
- Samuel Madden – Memoirs of the Twentieth Century
- David Mallet – Of Verbal Criticism (do Pope’a)
- Mary Masters – Poems
- Thomas Newcomb – The Woman of Taste (w reakcji na   Epistle Pope’a z 1732)
- Alexander Pope Essay on Man
  - – Of the Use of Riches: An Epistle to Lord Bathurst (Epistle to Bathurst)
  - – The First Satire of the Second Book of Horace
  - – The Impertinent
- Elizabeth Rowe – Letters Moral and Entertaining
- William Szekspir – The Works of Shakespeare (edited by Lewis Theobald)
- Jonathan Swift – On Poetry, a Rhapsody
  - – The Life and Genuine Character of Doctor Swift
- Voltaire – Listy o Anglikach
- Isaac Watts – Philosophical Essays

## Urodzili się
- 5 września — Christoph Martin Wieland, niemiecki poeta i prozaik (zm. 1813)